# Arkadi Nemirovski
Arkadi S. Nemirovski (russisch Аркадий Семенович Немировский, * 14. März 1947 in Moskau) ist ein aus Russland stammender israelisch-amerikanischer Mathematiker, der sich mit Optimierung beschäftigt.
Nemirovski studierte an der Lomonossow-Universität, wo er 1970 sein Diplom machte und 1973 promovierte (Kandidatentitel), jeweils mit Arbeiten aus der Funktionalanalysis. Danach war er an verschiedenen Forschungsinstituten in Moskau. 1990 promovierte er am Institut für Kybernetik der Ukrainischen Akademie der Wissenschaften in Kiew. 1993 wanderte er nach Israel aus, wo er ab 1993 am Technion in Haifa war und dort 1999 eine volle Professur hat (in der Faculty for Industrial Engineering and Management). Seit 2005 ist er (beurlaubt vom Technion) John Hunter Professor am Georgia Institute of Technology. Er war unter anderem Gastprofessor an der TU Delft, am Stieltjes Institut in den Niederlanden (wo er 2001 die Stieltjes Vorlesung hielt), dem Massachusetts Institute of Technology und der University of Waterloo (deren Ehrendoktor er 2009 wurde).
Nemirovski mit Optimierungstheorie und speziell der Entwicklung effizienter Algorithmen in der nichtlinearen konvexen Optimierung und ihrer Bewertung in der Komplexitätstheorie. Er entwickelte mit David Judin (D. B. Yudin) 1976 die Ellipsoidmethode in der konvexen Optimierung, wie auch etwa gleichzeitig Naum Schor. Sie bildet die Basis für die polynomial-zeitliche Lösung von Problemen der linearen Optimierung durch Leonid Khachiyan 1979. Weiterhin entwickelte er mit Juri Nesterow die allgemeine Theorie polynomial-zeitlicher innerer-Punkt-Methoden der konvexen Optimierung und beschäftigt sich mit ihrer Implementation in Algorithmen.
Daneben beschäftigt er sich auch mit Statistik (nichtparametrische Statistik, zum Beispiel robuste Methoden zur Rekonstruktion verrauschter Bilder mit Anwendungen in der Tomographie) und stochastischer Optimierung.
1982 erhielt er mit D. B. Judin und Khachiyan den Fulkerson-Preis und 1991 mit Martin Grötschel den George-B.-Dantzig-Preis der Mathematical Programming Society und des SIAM. 1998 erhielt er den Taub-Preis des Technion und 2003 war er einer der Empfänger des J. Levi Preises der israelischen Gesellschaft für Operations Research. 2003 erhielt er mit Michael Todd den John-von-Neumann-Theorie-Preis von INFORMS (speziell für die Untersuchung allgemeiner innerer-Punkt-Methoden in polynomialer Zeit und die Entdeckung und Entwicklung von robuster Optimierung). 2006 hielt er einen Plenarvortrag auf dem Internationalen Mathematikerkongress (ICM) in Madrid (Advances in convex optimization: conic programming). 2017 wurde er in die National Academy of Engineering gewählt, 2018 in die American Academy of Arts and Sciences, 2020 in die National Academy of Sciences. Für 2019 wurde ihm der Norbert-Wiener-Preis für Angewandte Mathematik zugesprochen, für 2024 ein Frederick-W.-Lanchester-Preis.

## Schriften
- mit Aharon Ben-Tal, Laurent El Ghaoui: Robust Optimization. Princeton University Press, 2009.
- mit Ben-Tal: Lectures on modern convex optimization. Analysis, algorithms and engineering applications. SIAM/Mathematical Programming Society, 2001.